# Roberto Gutiérrez Díaz
Roberto Gutiérrez (Icod de los Vinos, Tenerife, España, 15 de marzo de 1991) es un futbolista español que juega como portero. Actualmente forma parte de la plantilla del Club Deportivo Anguiano de la Segunda RFEF de España.

## Carrera
Nació en Playa de San Marcos (Icod de Los Vinos, Santa Cruz de Tenerife) y comenzó su carrera en la Unión Deportiva Icodense desde donde pasó al juvenil y posteriormente al filial del C.D. Tenerife en la temporada 2010-11. Antes había jugado en el Juvenil del C.D. Tenerife. Es ascendido al primer equipo en el verano de 2012 cuando el club se jugaba en una temporada decisiva el ascenso o una posible disolución. El 19 de octubre encuentra de la mano de Álvaro Cervera su debut en una Liga Adelante contra la S. D. Ponferradina ganando 0-1 el C. D. Tenerife y manteniendo la puerta a cero. Desde ese encuentro se afianzó como  portero titular del C.D. Tenerife de la temporada 2013-14.
En julio de 2016 ficha por dos temporadas con el C. D. Mirandés de la Segunda División. Un año después, en julio de 2017, abandonaría el club para recalar en el C. E. Sabadell, equipo en el que militaría durante dos temporadas hasta rescindir su contrato en 2019.
En enero de 2020 se incorpora a las filas del Club Deportivo Calahorra de la Segunda División B de España.
Posteriormente, el 31 de enero de 2022 firma con el C. D. Toledo, equipo del grupo 5 de la Segunda División RFEF.